# Andrzej z Góry
Andrzej Górski, Andrzej z Góry koło Bnina i z Kępy, Łodzic herbu Łodzia – podkomorzy poznański w latach 1479–1485, dworzanin królewski w 1489 roku, starosta człuchowski w latach 1489-1491, komandor joannitów poznańskich w latach 1493–1494, starosta Drahimia w latach 1471–1484-(1491/1492).
Syn Wojciecha z Góry koło Bnina, brat Wojciecha (zm. 1494).